# جايسي جونزاليس
جوليان كاميلو جونزاليس (بالإنجليزية: Juan Camilo Gonzalez) الشهير بـ«جايسي جونزاليس» (بالإنجليزية: JC Gonzalez): هو ممثل ومغني وكاتب أغاني كولومبي، بدأ مساره في 2009 عندما شارك في الإعلانات التلفزيونية في تكساس. كماترشح «جونزاليس» لمشاركة في في برنامج «ميكنج مينودو» الواقعي على قناة إم تي في، حيث اختاروا المطربين الذكور بشرط أن تكون أعمارهم 25 سنة، وأن يتحدثوا لغتين. إلى جانب ذلك ظهر جونزاليس في السينما، وفي التلفزيون ضمن مسلسلات مثل «الحدائق والمنتزهات (مسلسل)» و«لوس أمريكانز».

## النشأة
ولد «جونزاليس» في بوجوتا - كولومبيا  عام 1990. مع شقيقين أصغر منه. وقد عُد «جونزاليس» طفلاً مفرط الحركة؛ لذلك لُقب بـ«تيريموتو» (أي: الزلزال). انتقلت عائلة «جونزاليس» إلى هيوستن عندما كان في السابعة من عمره؛ ليتلقى أخيه الأصغر رعاية صحية مناسبة لحالته.
بدأ «جونزاليس» الدراسة الابتدائية في Gimnasio Los Caobos في بوجوتا - كولومبيا و حضرClements High School في <nowiki>{{Sugar Land, Texas}}
تخرج «جونزاليس» من مدرسة كليمينتس الثانوية في شوجر لاند بـتكساس.يتميز JC Gonzalez بحافزه، كما هو موضح في البوابة  'Pantallazos de Noticias'  ، حيث يدعون أنها كانت سمات شخصية لجدة أمه  'Cándida Rueda'  ، المشهورة بـ كونها مديرة فندق سان كارلوس في بارانكابيرميخا، (Santander، كولومبيا)  كما عرف الفنان من خلال عدة مقابلات أن أحد محركاته هو شقيقه دانيال، الذي تغلب إلى حد كبير على مرض غريب يدعى اعوجاج المفاصل (Arthrogryposis Multiplex Congenita (AMC ، وقد علمه أنه بدون جهد لا يوجد مكافأة، من هناك، يقول المغني، ويأتي انضباطه.

## مساره المهني

### الموسيقى
سجل «جونزاليس» أغاني جديدة، وأعاد توزيع أغنية «إل بيردون» إنريكيه إغليسياس ونيكي جام. في عام 2006 أعد «جونزاليس» أول ألبوم منفرد له بعنوان «أويكين» والذي يحتوي على مجموعة أغاني بالإنجليزية والإسبانية مع خليط من الإيقاعات البوب والراب الأمريكي واللاتيني.

### التلفزيون والسنيما
بدأ «جونزاليس» مساره الفني في مجال الإعلانات التلفزيونية في تكساس.بعد التخرج من المدرسة الثانوية، انتقل «جونزاليس» إلى لوس أنجلوس حيث بدأ العمل في مجال المسلسلات والإعلانات التجارية التلفزيونية. وقد شارك في غعلانات تلفزيونية لشركات: فورد وهوندا وإيه تي آند تي.
في يناير 2007 قدم «جونزاليس» تجربة أداء لمسلسل مينودو في لوس أنجلوس؛ لكنه لم ينجح في المشاركة؛ لذلك بدأ في تلقي دروس في الرقص وتقدم تجرب أداء مرة أخرى في دالاس (تكساس). وفي دالاس اختاره المطرب البيرتو ريكى لويس فونسي، ومذيع الراديو دانيال لونا كأحد المشاركين الذين سيذهبون إلى مدينة نيويوك لتصوير مسلسل «ذا رود إلى مينودو»، وكان «جونزاليس» واحد من ضمن مجموعة من 15 شخص انتقلوا للمشاركة في العرض.
وقد تلقى «جونزاليس» مع زملائه الأربعة عشر الأخرين تدريباً على الغناء والرقص لمدة أربعة أشهر في ساوث بيتش.
, أخيراً في عام 2007 , تم أختيار «جونزاليس» ليكون أحد أعضاء لجنة التحكيم النسخة الجديدة من فرفة «مينودو» اللاتينية. ستكون الفرقة عبارة عن مزيج من الموسيقى الحضرية والبوب والروك باللغتين الإنجليزية والإسبانية لإنتاج العديد من الألبومات مع تسمية سوني سوني بي إم جي، إبك ريكوردز. عُقدت العديد من الاختبارات في المدن المختلفة مثل لوس أنجلوس، دالاس (تكساس)، ميامي، نيويورك وغيرها. كان «جونزاليس» جزءاً من منافسة دالاس (تكساس) حيث أختاره المذيع دانيال لونا الذي أختارهما، أختلف المتسابقين في أختيارهم، وكان «جونزاليس» واحداً من بين 25 شخصاً تم أختيارهم.
كجزء من العرض تم تدريب «جونزاليس» مع أربعة عشر فنانين آخرين طموحين، في الغناء والرقص في ساوث بيتش لما يقرب من أربعة أشهر 
شارك «جونزاليس» خلال مسيرته في التمثيل في سلسلة مسلسلات لوس أمريكانز 2011-التي تعرض خلال الإنترنت- والتي تتميز بتركيز متعدد الأجيال، عائلة من الطبقة المتوسطة تعيش في لوس أنجلوس. خلال هذة السلسلة شارك مع إساي موراليس، لوبي اونتيفيروز، توني بلانا، رايموند كروز، Yvonne DeLaRosaو Ana Villafane.
وفي عام 2009 ظهر «جونزاليس» في حلقة «سيستر سيتي» من مسلسل «الحدائق والمنتزهات» في دور جوني (متدرب فنزويلي).
وفي عام 2010 لعب «جونزاليس» دواً رئيسياً في كليب «كايا روزنثال» المسمى «كانت جيت يوم أوت أوف ماي مايند»، كما ظهر «جونزاليس» أيضاً في مسجون في الغربة، وهارد تايمز، وهاو تو روج، وبيرانتهود. في 2010 لعب «جونزاليس» دوراً في حلقة «سيرفايفال أوف ذا هوتيست» من مسلسل فيكتوريوس.
ظهر «جونزاليس» في مسجون في الغربة شقيقاً لليا مكورد، الذي أعتُقل في مطار بنغلادش لتهريب المخدرات.
في 2010, في الموسم الثانى من المسلسل الكوميدى-الدراما أن بى سى (NBC) بارنت هوود parent hood season 2 (الابوة الموسم 2) لعب «جونزاليس» دور راقص في حلقة the Berger Cometh.
أيضاً في عام 2010, عمل «جونزاليس» مع أريانا غراندي في دور اهتمامها بالحب، في حلقة تسمى «المنتصرة» في سيتكوم Survival of the Hottest.
في الأبوة (الموسم 2) قام «جونزاليس» بدور شاب الأخوة في حلقة تحت مسمى «ـحذير برتقال»Orange Alertزثم في عام 2011, عمل «جونزاليس» في big time strike episode من مسلسل Big time rush.
في عام 2012, لعب «جونزاليس» شخصية لاعب كرة القدم المفتول في حلقة how to rock a news cast من السيتكوم الأمريكى How to Rock الذي كان يعرض على قناة نيكلوديون في الفترة من 4 فبراير ال 8 ديسمبر 2012.
خلال عامي 2015 و 2018 شملت أعمال «جونزاليس» البارزة دور «جاك» في حلقة blue Christmas للمسلسل التليفزيونى الأمريكى NCIS: New Orleans. في دور «كايل» في المسلسل التليفزيونى الأمريكى 1-1-9 وظهور " DJ Diego Spiz" في أستديوهات السينما الأمريكية القانونية على الأنترنت في أستديوهات Goliath (مسلسل تلفزيونى).
لعب «جونزاليس» دور بطولة في مسلسل «لوس أمريكانز» الذي عرض على الإنترنت في مايو 2011. ثم ظهر في 2013 في مسلسل الإنترنت «بلو». كما عمل «جونزاليس» في مسلسلات إنترنت أخرى من ضمنها: راجدولز (2013). في 2015 أخذ «جونزاليس» دور «جايك» في حلقة «بلو كريسماس» من مسلسل «إن سي آي إس: نيو أورليانز».

## أعمال خيريّة
كتب جيسي جونزاليس أغنية «العبور الأمن» Safe passage من أجل نشر التوعية الصحية المتكاملة والعافية لنساء (واتس)و ما ورائها، في كاليفورنيا، الولايات المتحدة الأمريكية. لقد غناها في التجمعات والمهرجانات التي تدعم أولئك اللذين نجو والمستمرين في المحاربة ضدد العنف المنزلى. أراد جونزاليس أن يكون هو الصوت الناطق لهولاء الأشخاص اللذين يتعرضوا، خضعوا لأى عنف منزلى، وكذلك بالنسبة اهولاء اللذين مازالوا يحاربوا ذلك، وعلاوة على ذلك فأنه بمثابة توعية ضد العنف المنزلى. قام جايسي جونزاليس بأداء أغنيته «العبور الآمن» على المسرح مباشرةً. والغرض من هذه الأغنية توصيل رسالة لكل الناس، وبخاصة هولاء المعرضون إلى العنف المنزلى أنهم ليسوا وحدهم. علاوة على ذلك، دعم جايسي المنظمات غير الربحيًة التي تحارب سرطان البروستاتا كما كان والده يعانى من هذا المرض. أنضم أيضاً إلى منظمات تطوعية أخرى لنشر الوعى لمكافحة السرطان. يشعر جايسي بمعانات هولاء الأشخاص لأنه عاصر هذه المعاناة مع والده وشقيقه. منذ صغره أنضم إلى مؤئسسات، وشارك في أحداث لمساعدة الأطفال الذين يعانون من ظروف مماثلة لظروف شقيقه (دانيال) منذ عام 2001 في مستشفى Shriners للأطفال (هيوستن) تطوع في مشاريع مختلفة، ودعمهم بمشاريعه الموسيقية في ولاية (تكساس) و (كاليفورنيا) بهدف جمع الأموال لخدمة أهداف أجتماعية مختلفة. وهذا يدل على أنه لم يكن يساعد أسرته وشقيقة ووالده فحسب، بل كان يحاول أيضاً بذل قصارى جهده ليساعد كل فرد يمكن لمساعدته الوصول إليه. لن ينتهى دعم جيسي للناس والمحتاجين أبداً، وسيظل دائماً صوتاً لمن لا صوت له.  

## فيلموجرافيا

### التلفزيون
لوس أمريكانز
| العام | العنوان                                                | الدور                   | ملاحظات                                                                        |
| ----- | ------------------------------------------------------ | ----------------------- | ------------------------------------------------------------------------------ |
| 2007  | مايكنج مينودو                                          | جايسي                   | برنامج إم تي في الواقعي                                                        |
| 2008  | مسجون في الغربة                                        | شقيق ليا ماكورد         | حلقة: بنجلادش: قناة ناشونال جيوجرافيك                                          |
| 2009  | ساكند كامينج                                           | ضابط شرطة (جوان كاميلو) | فيديو                                                                          |
| 2009  | الحدائق والمنتزهات                                     | جوني                    | حلقة: سيستر سيتي                                                               |
| 2009  | لاف فيفتين                                             | ابن سيندي لي            | سيندي لي (باولا تورباي)                                                        |
| 2010  | مسلسل "ذا هارد تايمز أوف بيأر بيرجر" التلفزيوني        | راقص يحمل سكين          | حلقة: ذا بيرجر كوميث                                                           |
| 2010  | فيكتوريس                                               | بن                      | حلقة: سيرفايفل أوف ذا هوتيست                                                   |
| 2010  | بيرنتهود                                               | شاب الأخوية             | حلقة: أورانج أليرت                                                             |
| 2011  |                                                        | باول فالينزويلا         | حلقات: "ذا تروث هيرتس"، "هابي بيرثداي"، "جوينج تو ميكسيكو" "ذا ليجاسي" وغيرها. |
| 2011  | بيج تايم راش                                           | كوستارت                 | حلقة: "بيج تايم سترايك"                                                        |
| 2012  | هاو تو روك                                             | لاعب كرة القدم العدواني | حلقة: هاو تو روك ا نيوزكاست (مسلسل تلفزيوني)                                   |
| 2012  | سلامبر بارتي سلوتار                                    | راندي                   | فيلم                                                                           |
| 2013  | راجدولز                                                | ماتيو                   | حلقة: بيسامي موسو، ذا سيكسي برا، أندركافر ديت أيجنت، ذا بوت شوب                |
| 2014  | 11:11                                                  | راين                    | مسلسل تلفزيوني                                                                 |
| 2014  | دونت دو إيت                                            | مايك                    | حلقة: ليندي نوز بيست                                                           |
| 2015  | هوت فلاش: ذا كرونيكالز أوف لارا تيت مينوبوزال سوبرهيرو | كوك بلوك                | مسلسل تلفزيوني                                                                 |
| 2015  | Elena                                                  | Victor                  | مسلسل تلفزيوني                                                                 |
| 2015  | NCIS: New Orleans                                      | Jake                    | Episode: "Blue Christmas"                                                      |
| 2016  | Good After Bad                                         | Collin                  | مسلسل تلفزيوني                                                                 |
| 2018  | 9-1-1 (TV series)                                      | Kyle                    | مسلسل تلفزيوني                                                                 |
| 2018  | Goliath (TV series)                                    | DJ Diego Spiz           | Tv Serie                                                                       |

### حلقات الإنترنت
لوس أمريكانز بلو (مسلسل على الإنترنت)
| العام | العنوان | الدور           | ملاحظات                                                    |
| ----- | ------- | --------------- | ---------------------------------------------------------- |
| 2010  | لاف 15  | سان             |                                                            |
| 2011  |         | باول فالينزويلا | من إخراج: دانيس إي. ليوني                                  |
| 2013  |         | هاري            | حلقة: وات كايند أوف أنيم إيز بلو؟ من إخراج: رودريجو جارسيا |

### الإعلانات التجارية
| لصالح                              | ورقة   | القناة         |
| ---------------------------------- | ------ | -------------- |
| هوندا فيت (بالإنجليزية/بالإسبانية) | المالك | وطنية          |
| جاك إن ذا بوكس (إسباني)            | المالك | وطنية          |
| إتش سي سي إس فال التجارية          | المالك | محلية          |
| نيرف فولكان هاسبرو                 | المالك | محلية          |
| أكاديمي سبورتنج جوودز              | المالك | محلية          |
| مجتمع جامعة هيوستن                 | المالك | محلية (مؤسسية) |
| ناشونال                            | المالك | الإنترنت       |
| فييستا روك                         | المالك | محلية          |
| كونيكت إي دي يو                    | المالك | الإنترنت       |
| وي                                 | المالك | وطنية          |
| دجاج كنتاكي                        | المالك | وطنية          |
| إيه تي آند تي                      | المالك | وطنية          |
| فورد فوكوس                         | المالك |                |

### الأغاني
| العام | العنوان                | الموقع                          | الموقع                | ألبوم                   |
| العام | العنوان                | الولايات المتحدة - بلوز أند راب | الولايات المتحدة -راب | ألبوم                   |
| ----- | ---------------------- | ------------------------------- | --------------------- | ----------------------- |
| 2015  | "إيكويجن اوف لاف"      | —                               | —                     | إيكويجن اوف لاف – منفرد |
| 2015  | "كوايت جيم"            | —                               | —                     | كوايت جيم – منفرد       |
| 2015  | "كيوبد"                | —                               | —                     | أويكن                   |
| 2015  | "زووم"                 | —                               | —                     | زوم - منفرد             |
| 2015  | "برينديتي"             | —                               | —                     | أويكن                   |
| 2016  | "سوليتاري كونفيرزيشنز" | —                               | —                     | 2موونز                  |
| 2016  | "لانشاندو"             | —                               | —                     | 2موونز                  |
| 2016  | "ليت مي بي مي"         | —                               | —                     | 2موونز                  |

## References
1. ↑  "Colombiano Rumbo a Menudo" El Tiempo newspaper, Revista Carrusel http://www.eltiempo.com/carrusel published on November 2007 accessed February 16, 2016 نسخة محفوظة 24 ديسمبر 2020 على موقع واي باك مشين.
2. ↑  "From Breakbeats to Heartbreaks" in US Weekly http://www.usmagazine.com published in October 29, 2007 accessed in February 18 of 2016 نسخة محفوظة 2021-03-25 على موقع واي باك مشين.
3. ↑  Portal: Pantallazos de Noticias، "Hotel San Carlos: 50 años de pujanza santandereana "، http://www.pantallazosnoticias.com.co/news/depunjazasantandreana/، published: May 05، 2018 accessed: June 17، 2018 نسخة محفوظة 29 مارس 2019 على موقع واي باك مشين.
4. ↑  "JC Gonzalez de actor a cantautor consagrado en Estados Unidos" by Juan Jose Fonseca published January 25, 2016. Accessed January 18, 2018 نسخة محفوظة 21 أغسطس 2018 على موقع واي باك مشين.
5. ↑  Romero Salamanca، Guillermo (10 يناير 2018). "JC Gonzalez: una creciente carrera en el canto". Pantallazos. مؤرشف من الأصل في 2018-08-21. اطلع عليه بتاريخ 2018-01-17.
6. ↑  "The making of the new Menudo". The Los Angeles Times. مؤرشف من الأصل في 2019-03-29.
7. ↑  Joey Guerra (3 نوفمبر 2007). "Menudo recipe features Sugar Land teen JC González". هيوستن كرونيكل. مؤرشف من الأصل في 2019-03-28. اطلع عليه بتاريخ 2018-01-18.
8. ↑  Gurza، Agustin (15 أبريل 2007). "Remaking the band: MTV revives Menudo". The Seattle Times. مؤرشف من الأصل في 2018-06-27. اطلع عليه بتاريخ 2016-01-12.
9. ↑  Guerra، Joey. "Three big helpings of Menudo, with a twist". www.blog.chron.com. The Houston Chronicle. مؤرشف من الأصل في 2019-03-29. اطلع عليه بتاريخ 2016-04-05.
10. ↑  "Survival of the cutest" http://www.peopleenespanol.com Published December 2007/ January 2008 consulted February 18, 2016 نسخة محفوظة 2021-03-24 على موقع واي باك مشين.
11. ↑  Gurza, Agustin (15 Apr 2007). "Remaking the band: MTV revives Menudo". The Seattle Times (بالإنجليزية الأمريكية). Archived from the original on 2019-03-28. Retrieved 2019-02-02.
12. ↑  November 13, Joey Guerra on; PM, 2007 at 2:30 (13 Nov 2007). "Three big helpings of Menudo, with a twist". Tubular (بالإنجليزية الأمريكية). Archived from the original on 2019-03-29. Retrieved 2019-02-02.{{استشهاد ويب}}:  صيانة الاستشهاد: أسماء عددية: قائمة المؤلفين (link)
13. ↑  "People en Español: Celebridades, Telenovelas, Moda y Belleza". People en Español (بالإنجليزية). Archived from the original on 2019-06-02. Retrieved 2019-02-02.
14. ↑  Ardila، Euclides (28 مارس 2016). "JC Gonzalez brilla con su talento en Estados Unidos". Vanguardia Liberal. مؤرشف من الأصل في 2018-08-21. اطلع عليه بتاريخ 2016-03-29.
15. ↑  Domingo Banda (23 فبراير 2016). "JC González, forjador de su propio exito". Semana News. مؤرشف من الأصل في 2017-07-06. اطلع عليه بتاريخ 2018-01-18.
16. ↑  Romero، Guillermo (28 نوفمبر 2017). "JC Gonzalez es un cantante". Viajar International Magazine. مؤرشف من الأصل في 2019-02-16. اطلع عليه بتاريخ 2017-12-13.
17. ↑  eesparza (12 أغسطس 2012). ""Los Americans": Imagen 2012 Best Drama Web Series Winner!". Latin Heat. مؤرشف من الأصل في 2019-03-29. اطلع عليه بتاريخ 2018-02-11.
18. ↑  Laura Rojas (22 يوليو 2013). "JC alterna con estrellas de Hollywood". Gente de Cañaveral. مؤرشف من الأصل في 2019-03-29. اطلع عليه بتاريخ 2018-02-11.
19. ↑  McCandless، Eric (9 أغسطس 2014). "JC Gonzalez". TeenInfoNet. Serenity New. مؤرشف من الأصل في 2019-03-29. اطلع عليه بتاريخ 2016-04-20.
20. ↑  Singh, Ruchi (December 10, 2015) 'NCIS: New Orleans' Season 2 spoilers: The 'NCIS' team investigates a series of burglaries during Christmas retrieved January 12, 2016. نسخة محفوظة 21 أغسطس 2018 على موقع واي باك مشين.

## وصلات خارجية
- الموقع الرسمي
بالإنجليزية والفرنسية والإسبانية.
- جايسي جونزاليس على موقع IMDb (الإنجليزية)
- جايسي جونزاليس على موقع روتن توميتوز (الإنجليزية)
- جايسي جونزاليس على موقع قاعدة بيانات الفيلم (الإنجليزية)
- JC Gonzalez فيتي في دوت كوم
- - https://losangeles.cbslocal.com/video/3677371-survivors-of-domestic-violence-speak-out-sing-out-in-van-nuys/